# 五大訴求，缺一不可

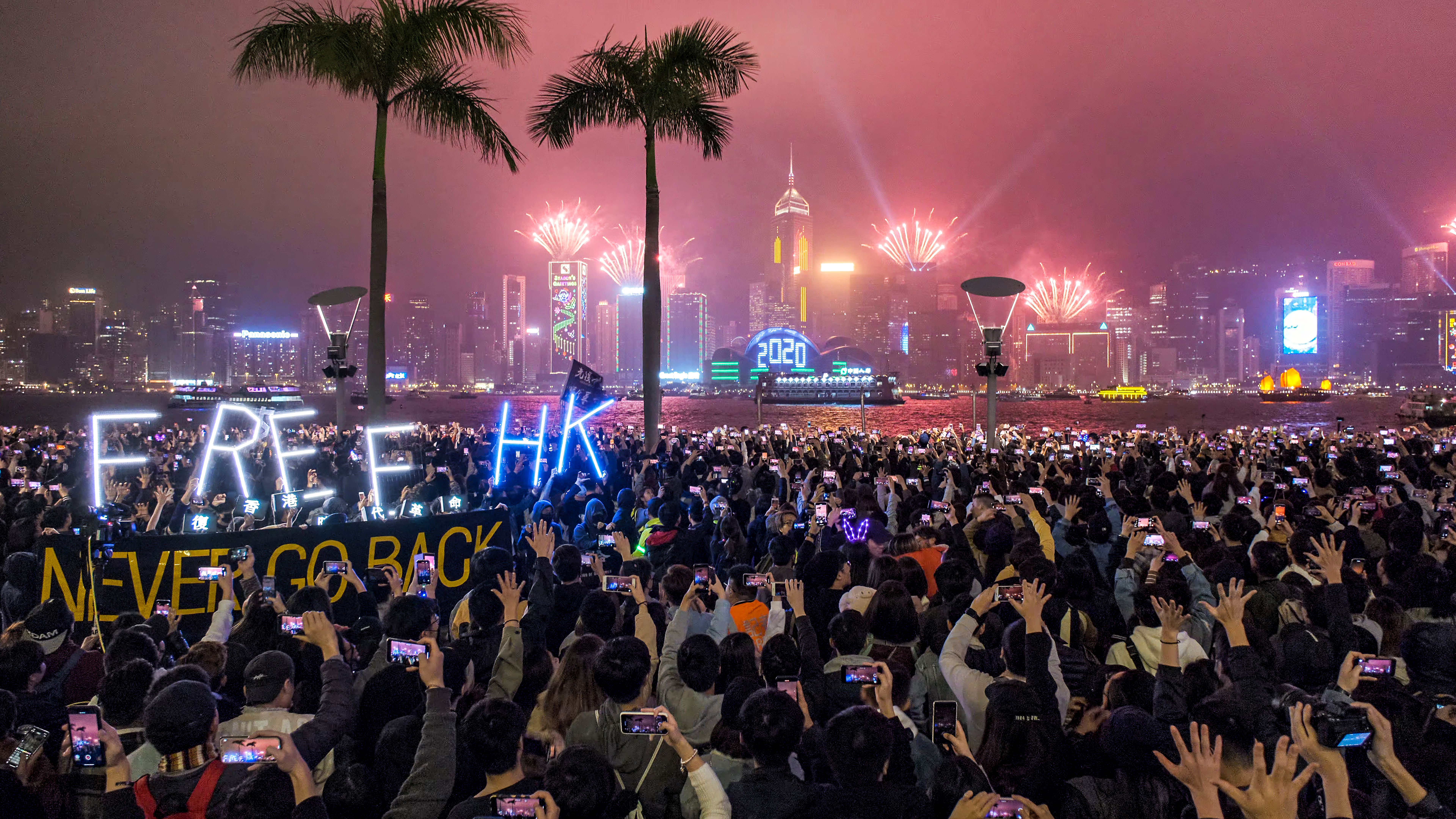
部分市民參加2019年除夕倒數活動時舉起五指手勢

五大訴求，缺一不可（英語：Five demands, not one less，简称FDNOL）是香港反對逃犯條例修訂草案運動中的政治口號及抗爭目標。

## 歷史

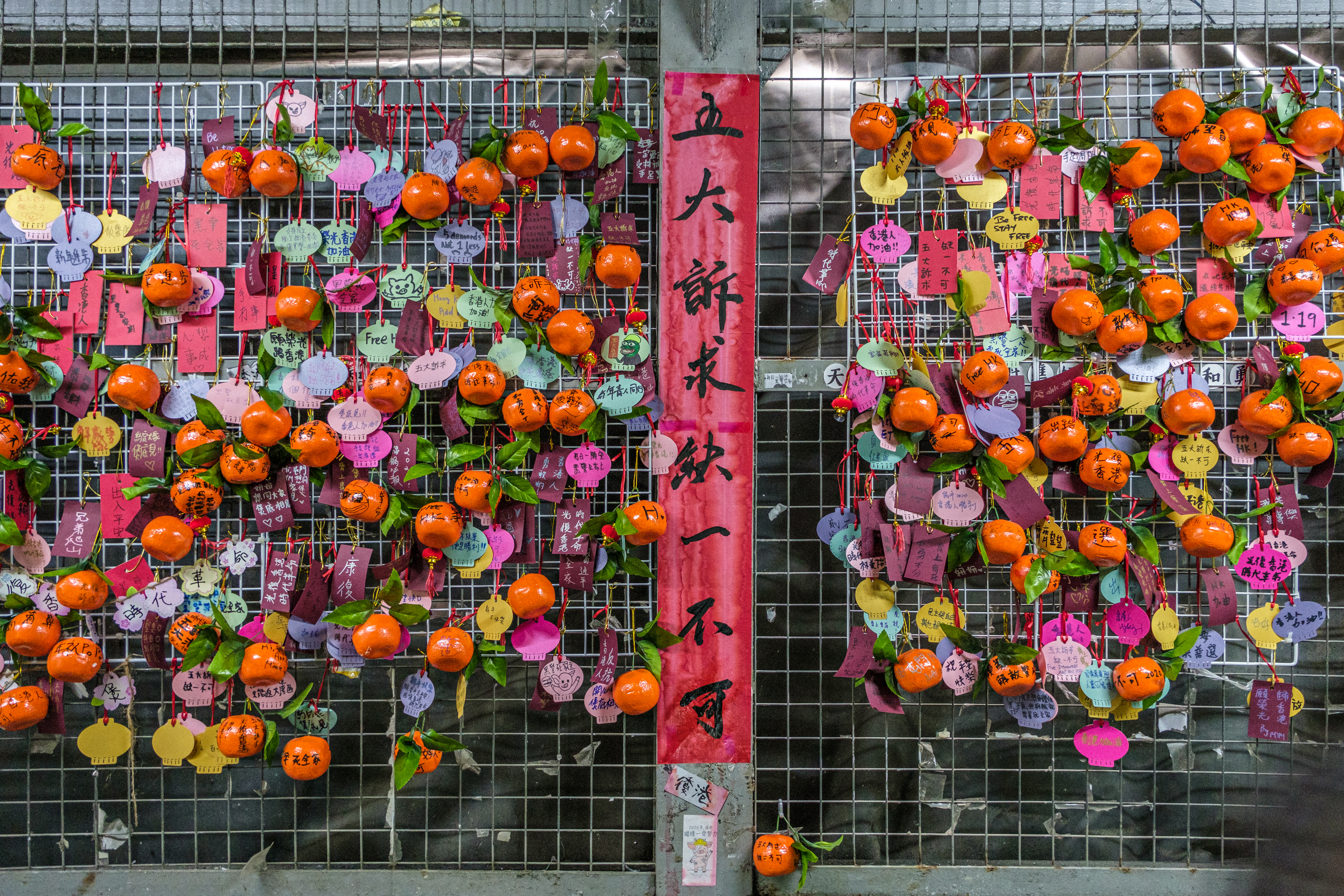
香港某連儂牆上寫有「五大訴求、缺一不可」的春聯

最初示威者的首要抗議對象為《逃犯條例》修訂草案，並以「反送中」為主要口號。其後，民間人權陣線與示威者提出 ( 1 ) 完全「撤回」《逃犯條例》修訂草案、 ( 2 ) 撤回「暴動」定性、 ( 3 ) 釋放被捕者且撤回控罪、 ( 4 ) 成立獨立調查委員會追究警隊涉嫌濫用武力的問題、 ( 5 ) 行政長官林鄭月娥辭職下臺等五大訴求。在佔領立法會後，示威者則將林鄭月娥下臺訴求改為實現「雙普選」，即立法會和行政長官均由自由的直接選舉產生，成為運動的轉折點。之後示威者將抗議活動擴大為表達一系列政治和社會不滿的運動，運動焦點也轉往關注警察濫權。
2019年8月27日，行政長官林鄭月娥在召開行政會議前會見記者，重申拒絕五大訴求。
2019年9月4日下午，行政長官林鄭月娥在徵得中國共產黨總書記習近平批准後，宣布將在立法會在10月復會後動議撤回條例修訂草案。10月23日，香港立法會召開大會，會議中保安局局長李家超提出動議，恢復二讀辯論《逃犯條例》修訂，並就此正式宣佈撤回修例。

## 五一手勢
用以表達「五大訴求，缺一不可」的五一手勢，一般為右手打開伸出五指，左手向上伸出食指，形成「五」、「一」的字樣。

## 訴求內容
民間主要流傳的五大訴求
- 全面撤回《逃犯條例》修訂草案（已成功[15]）
- 撤回「暴動」定性（最初針對612事件）
- 撤銷所有反送中示威者控罪
- 成立獨立調查委員會，徹底追究警隊濫權情況
- 立即實行「真雙普選」

其他被提出的訴求
- 行政長官林鄭月娥辭職下臺（林鄭於2022年任期屆滿後沒有連任）
- 改組或解散警隊[16][17]（民間曾提出五大訴求之一）[18]
- 撤回23條立法
- 撤回香港國安法

## 争议
建制派和親中派等人士認為，激进泛民派长久的极端行为及其五大诉求内容的实际意义和谋求独立并无区别，因而将其认为是民主派要求独立的关键证据。新加坡时任总理李显龙亦認同此觀點，其认为“五大诉求”意义在于羞辱并推翻特区政府。泛民主派則認為，以上觀點乃親中派人士對五大訴求的誤解，甚至刻意扭曲。

## 引申事件
- 2019年8月27日，小米集团旗下品牌 Redmi 电视品类账号 @Redmi 电视 在新浪微博平台发送博文，为将于29日發布的 Redmi 电视预热，其中一条微博以「五大平台，缺一不可」為標語宣傳產品支持五个视频平台片源，不料，因標語與香港反送中行動口號“五大诉求，缺一不可”極為相似，遭中國環球網批评「缺腦如此，無藥可救」[21][22]，被點名後，Redmi 电视微博将宣传语更换为“海量内容”[23]。

- 2020年9月9日播出的《愛·回家之開心速遞》第993集，有網民發現當中一個清潔辦公室的場景中有一對放在電腦螢幕上的黃色手套，當中一隻手套五指張開，另外一隻則舉起中指，與反修例運動手勢相同，而手套黃色亦代表了反修例運動。其後，社交媒體專頁「時聞香港」指黃色手套「五一手勢」出現了十四秒，有人向政府控訴。陶傑在Facebook嘲諷網民，指這場景「還有很多細節」，「比達文西密碼更豐富」，「難怪他們會發火」。[24][25]到了9月10日傍晚，該集於MyTV SUPER的片段更換為遠鏡畫面，原因為「街外觀眾經『對外事務科』投訴」。[26]9月16日，《香港01》、《文匯報》等媒體透露，負責拍攝該集節目的一名導演被無綫解僱。[27]